# KDM4B
La desmetilasa 4B específica de lisina es una enzima que en humanos está codificada por el gen KDM4B. KDM4B pertenece a la superfamilia de hidroxilasa dependiente de alfa-cetoglutarato. Es una histona desmetilasa que desmetila específicamente 'Lys-9' de la histona H3, desempeñando así un papel en el código de las histonas. No desmetila la histona H3 'Lys-4', H3 'Lys-27', H3 'Lys-36' ni H4 'Lys-20'. Solo puede desmetilar H3 'Lys-9' trimetilado, siendo más débil que KDM4A, KDM4C y KDM4D. La desmetilación del residuo de Lys genera formaldehído y succinato.